# Свечка (роман)
«Свечка»: роман в четырёх частях с приложениями и эпилогом (в двух томах) — 2000-страничный роман Валерия Залотухи. В 2015 году роман «Свечка» получил вторую премию «Большая книга».

## История написания
Замысел романа родился у автора в 2000 году. Работа над «Свечкой» продолжалась более 12 лет. Книга была подписана в печать 23 октября 2014 г. 9 февраля 2015 г. Залотуха скончался.

## Сюжет и композиция
«Герой романа „Свечка“ Евгений Золоторотов — ветеринарный врач, московский интеллигент, прекрасный сын, муж и отец — однажды случайно зашел в храм, в котором венчался Пушкин. И поставил свечку. Просто так. И полетела его жизнь кувырком, да столь стремительно и жестоко, будто кто пальцем ткнул: а ну-ка испытаем вот этого, глянем, чего стоит он и его ценности».— аннотация к роману
Одной из особенностей «Свечки» является её сложная, филигранно выстроенная композиция.
Четыре части романа имеют следующие названия:
- Часть первая. Три дня и три ночи, или За други своя.
- Часть вторая. Дело.
- Часть третья. ИТУ «Ветерок» при максимально возможном к нему приближении.
- Часть четвёртая. Душа и дух.

За каждой частью следует приложение: поэтическое, прозаическое, эпистолярное и сказочное соответственно.
Важным для понимания романа в целом является Эпилог (или Послесловие), в котором в качестве одного из героев книги в действие вступает Автор.

## Премии
Национальная литературная премия «Большая книга» (сезон 2014—2015), вторая премия.